# マルスを退けるミネルヴァ

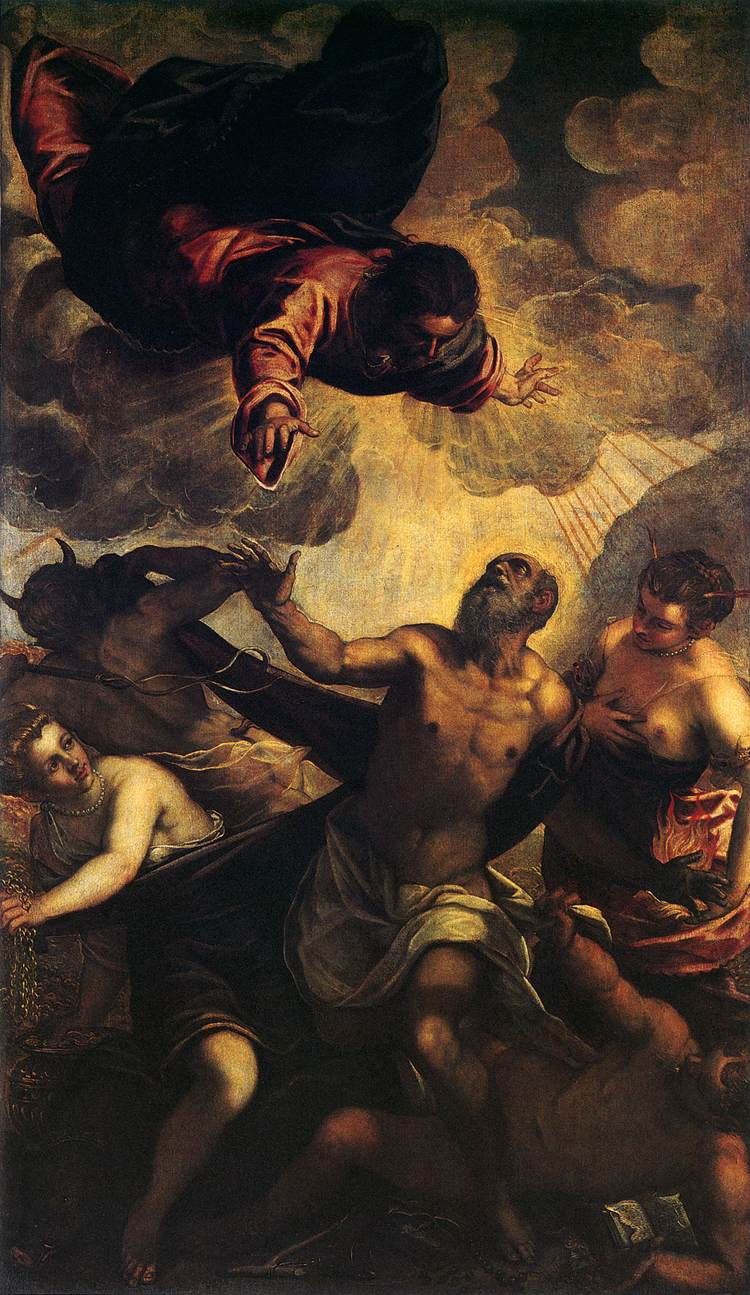
ティントレットの1577年ごろの『聖アントニウスの誘惑』。サン・トロヴァーゾ教会所蔵。

『マルスを退けるミネルヴァ』（マルスをしりぞけるミネルヴァ、伊: Minerva scaccia Marte, 英: Minerva Sending Away Mars）は、イタリア、ルネサンス期のヴェネツィア派の巨匠ティントレットが1576年ごろに制作した絵画である。油彩。ヴェネツィアのドゥカーレ宮殿のために制作された4点の神話画ないし寓意画連作の1つである。主題はギリシア神話のアレスとアテナ（ローマ神話のマルスとミネルヴァ）によって表現されたヴェネツィアの寓意となっている。他の3作品は『ヴィーナスとアリアドネとバッカス』（Venere, Arianna e Bacco）、『三美神とメルクリウス』（Tre Grazie e Mercurio）、『ウルカヌスの鍛冶場』（Fucina di Vulcano）。ティントレットは円熟期から晩年にかけてドゥカーレ宮殿のために総数45点にもおよぶ作品を制作しており、現在も4作品ともにドゥカーレ宮殿に所蔵されている。

## 作品
ティントレットは知恵と戦いの女神ミネルヴァの保護のもとで語り合っている「平和」と「豊饒」を描いている。ミネルヴァは画面中央で戦争の神マルスの前に立ちはだかって左手で押しのけ、画面左の「平和」と「豊饒」に戦争が接近するのを防いでいる。「平和」はオリーブの冠をつけ、マルスが甲冑で身を包んでいるのとは裏腹に散乱する甲冑や兜の上に座っている女性像として表されている。もう一方の「豊饒」は頭上の果実と麦の穂によって表されている。オリーブは鳩と並んで平和の象徴であり、戦争がないことを「平和」が武具の上に座ることで表わし、さらに「平和」なしに「豊饒」が成立しないことを表現している。それぞれの人物像は『三美神とメルクリウス』と同様に対角線上に動的に配置されている。また「平和」の女性像はティントレットが同時期にサン・トロヴァーゾ教会のために制作した『聖アントニウスの誘惑』（Tentazione di sant'Antonio）の画面右端の女性像と共通することが指摘されている。
ティントレットはこの絵画において、ミネルヴァをヴェネツィア共和国の知性の象徴として描いている。これは17世紀の画家・伝記作家のカルロ・リドルフィの解釈で明確に表れている。すなわちリドルフィによると絵画は政治的な寓意であり、「戦争を国家から遠ざけてヴェネツィアの繁栄を守るための元老院の知恵」を表している。なお、連作をそれぞれ四季と四大元素と結びつける美術史家シャルル・ド・トルナイの研究によると（1960年）、本作品「豊饒」とともに描かれた果実や麦の穂によって「夏」と「大地」を表しているという。

## 来歴
連作は当初はドゥカーレ宮殿の方形階段広間を飾り、1581年にフランチェスコ・サンソヴィーノによって『平和、調和、マルスを追いかけるミネルヴァ』（La Pace la Concordia e Minerva che caccia Mart）と言及されている。アゴスティーノ・カラッチは『三美神とメルクリウス』とともに1589年に本作品のエングレーヴィング『平和と豊穣からマルスを遠ざけるミネルヴァ』（Minerva allontana Marte dalla Pace e l'Abbondanza）を制作している。1648年にはカルロ・リドルフィが絵画の意味について言及している。その後、1716年に内閣議場前室に移されて現在に至っている。2017年に修復されている。

## ギャラリー
本作品以外の連作は以下のものがある。

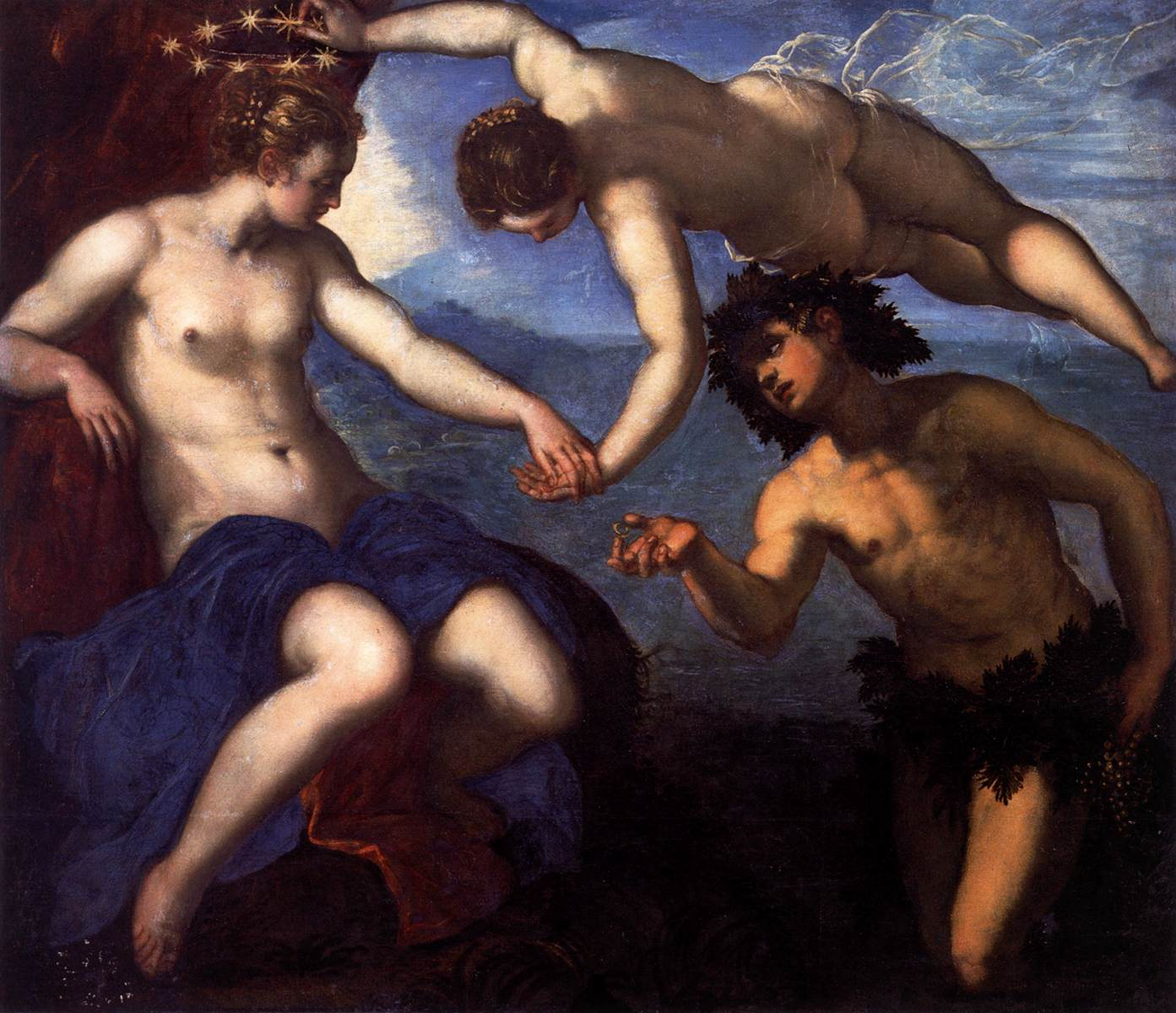
『ヴィーナスとアリアドネとバッカス』ドゥカーレ宮殿所蔵
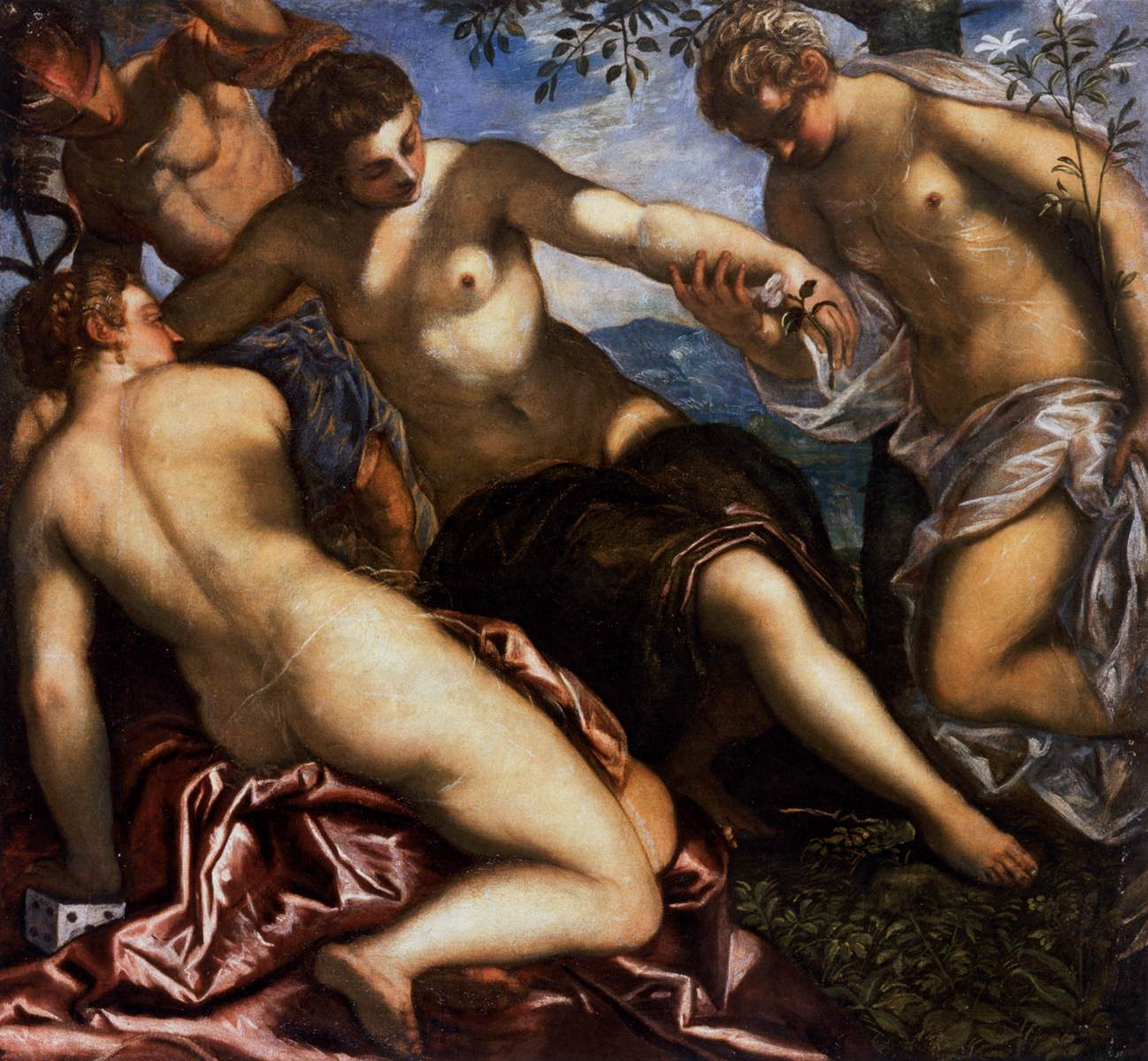
『三美神とメルクリウス』ドゥカーレ宮殿所蔵
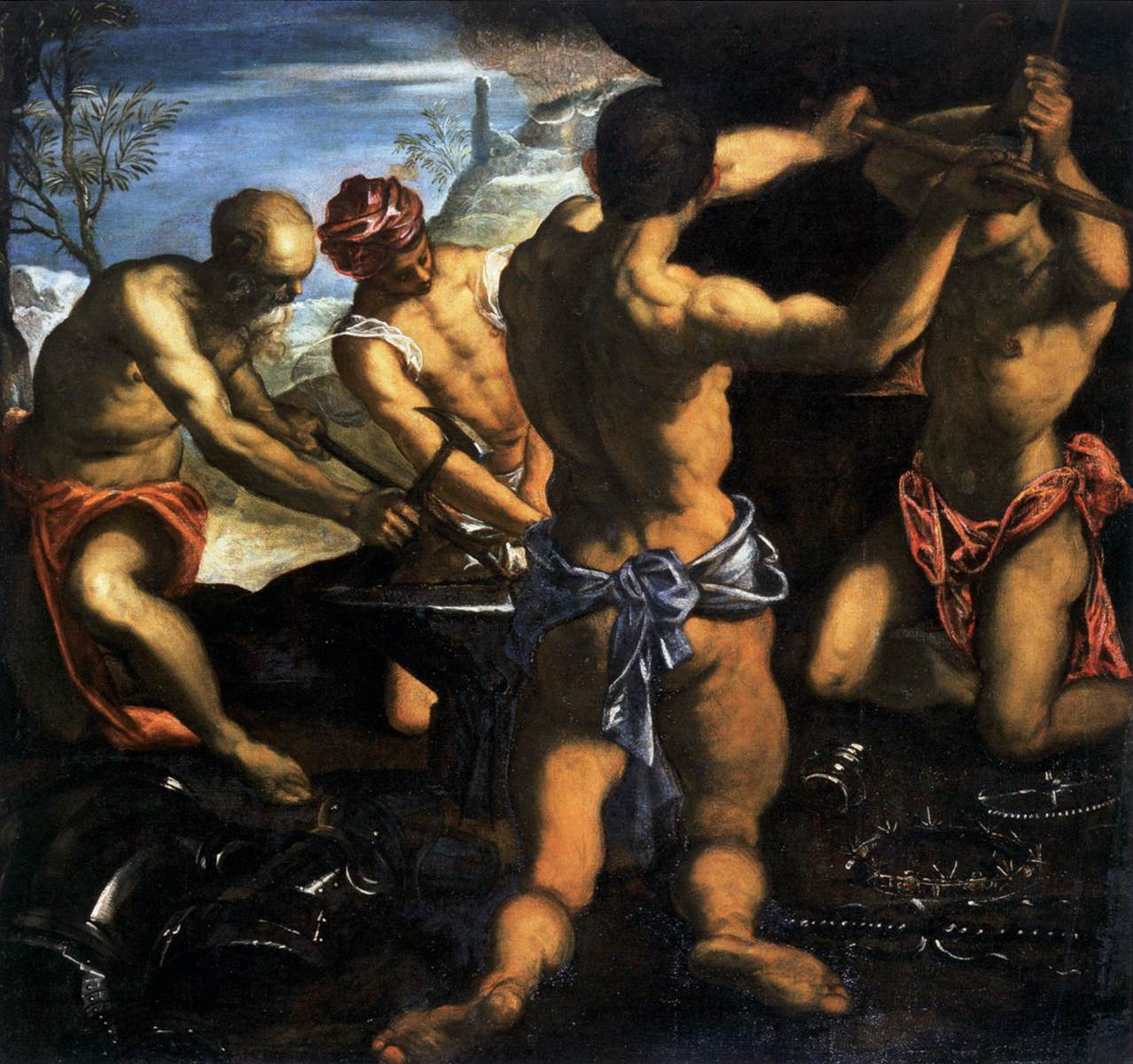
『ウルカヌスの鍛冶場』ドゥカーレ宮殿所蔵
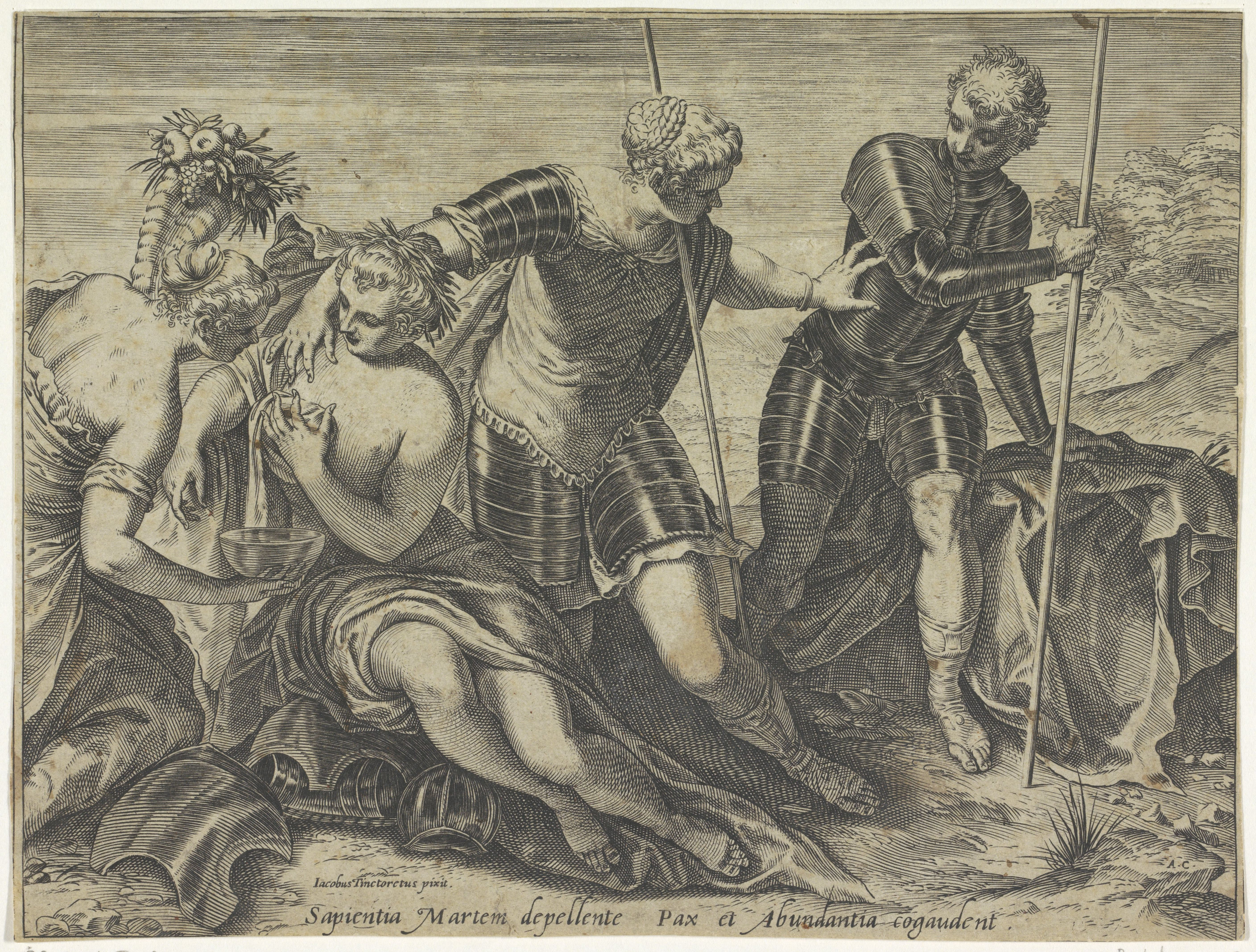
アゴスティーノ・カラッチ 1589年 アムステルダム国立美術館所蔵